# 20741 Jeanmichelreess
20741 Jeanmichelreess este un asteroid din centura principală de asteroizi.

## Descriere
20741 Jeanmichelreess este un asteroid din centura principală de asteroizi. A fost descoperit pe 7 decembrie 1999 la Stația Anderson Mesa în cadrul programului LONEOS. Asteroidul prezintă o orbită caracterizată de o semiaxă mare de 3,19 ua, o excentricitate de 0,25 și o înclinație de 12,3° în raport cu ecliptica.